# Panji Mulia II
Panji Mulia II is een bestuurslaag in het regentschap Bener Meriah van de provincie Atjeh, Indonesië. Panji Mulia II telt 349 inwoners (volkstelling 2010).